# Alberti (famiglia di Venezia)
La famiglia Alberti operò nell’ambito tipografico a Venezia tra la fine del ‘500 e la prima metà del ‘600. Il capostipite della famiglia fu Giovanni, a cui seguirono Oliviero, Bartolomeo, Marco, Giambattista e infine Filippo. Sono noti per la stampa del primo Vocabolario degli Accademici della Crusca, a opera di Giovanni, e di alcune opere vietate dall'Indice grazie ai rapporti con il patriziato veneziano.

## Giovanni Alberti
Inizia la sua attività di tipografo a Venezia nel 1585. Le prime edizioni che vengono stampate nella sua officina sono il Libro nuouo del Messisbugo nel 1585 e il Trattato di Baldassarre Pisanelli nel 1586, entrambe riconducibili all’ambito culinario. Il suo interesse per iniziative di maggiore successo si intuisce dalla ristampa nel 1586 delle Lettere di Pietro Bembo. Si dedica al genere epico-cavalleresco nel 1588 con i poemi di Matteo Maria Boiardo, nel 1589 con quelli di Ludovico Ariosto, nel 1592 con l’edizione del poema Splandiano di Garci Rodríguez de Montalvo in ottavo e infine nel 1606 con Stelladoro principe d’Inghilterra. La produzione del ‘600 si rivolge per lo più a opere impegnative dal punto di vista tipografico: sceglie infatti caratteri e carta economici per la stampa di commedie in dodicesimo, a cui si dedica tra il 1606 e il 1608. Nel 1620 sperimenta il formato in trentaduesimo con l'Arcadia e le Rime di Jacopo Sannazaro. Dal 1610 fino al 1629 risulta essere operativo a Trento: qui subentra a Simone Alberti, tipografo forse collegato da un legame di parentela alla famiglia veneziana, come testimonia l’utilizzo della stessa marca tipografica, la Sibilla, da parte di entrambi.

## IlVocabolariodella Crusca
L’impresa per cui è noto Giovanni Alberti è la stampa della prima edizione del Vocabolario dell’Accademia della Crusca nel 1612. La scelta di Venezia per la pubblicazione della pregiata edizione viene ricondotta a una questione economica, carta e stampa costavano meno, e di mera convenienza: Venezia, infatti, rispetto a Firenze avrebbe garantito un maggiore successo del dizionario in quanto capitale del libro italiano. Inoltre, l’accademico Pierantonio Guadagni favorisce il prestito concesso dall’Accademia. Il vocabolario viene redatto a Firenze da trentacinque accademici e i lemmi sono estrapolati unicamente da opere fiorentine del Trecento.  Per portare a termine la commissione Alberti deve munirsi di caratteri greci mai usati fino ad allora. Si presume una tiratura non molto ampia, ma meritevole comunque di avere conferito alla tipografia una certa notorietà. 

## Oliviero Alberti
Opera a Venezia tra il 1595 e il 1607, il suo catalogo è una derivazione di quello di Giovanni Alberti, di cui usa la stessa marca topografica, la Sibilla. Tra le edizioni note da lui stampate si annovera nel 1600 il Vocabulario de las dos lenguas toscana y castellana, che costituisce un precedente alla pubblicazione del Vocabolario della Crusca.

## Bartolomeo Alberti
La sua attività si registra tra il 1600 e il 1613, firma i suoi frontespizi anche con il nome Ginammi, il suo cognome di origine. Probabilmente si lega agli Alberti con un’affiliazione o con un matrimonio, la sua famiglia è infatti originaria del bresciano e si trasferisce a Venezia per le possibilità imprenditoriali che offre. Usa la marca della Speranza, una donna con la mano destra sul cuore e la sinistra appoggiata ad un’ancora, che verrà adottata anche dal figlio Marco. Tra le edizioni a lui attribuite si ricordano le Disputationes di Filippo Fabbri e la commedia il Bigontio di Francesco Loredan. 

## Marco Ginammi
Nasce a Venezia nel 1590 da Bartolomeo ed è l’unico dei cinque figli a proseguire l’attività tipografica. Nella prima fase della sua carriera frequenta le fiere librarie europee e si occupa del settore dei libri in lingua slava, curato dalla sua famiglia per il mercato dalmata. Nel 1620 si iscrive alla corporazione dei librai, stampatori e rilegatori e nel 1625 si candida alla carica di priore della corporazione. In seguito, avvia una vera e propria impresa familiare munita di un solo torchio; lui si occupa della correzione delle bozze e delle prefazioni.  All’attività tipografica Ginammi affianca quella libraria: possiede anche una bottega dove vende edizioni provenienti da tutta l’Italia. Nel 1653 cede l’impresa ai figli Bartolomeo, Giovanni Antonio e Tommaso, i quali la lasceranno nel 1668 a Francesco Brogiolli.

## Gli strappi all’Indice e le traduzioni
La sua produzione conta circa duecento titoli, tra i quali figurano alcuni vietati dall’Indice. È l’unico a stampare in tutto il Seicento i Discorsi politici e militari di Niccolò Macchiavelli, che compare con lo pseudonimo di Amadio Niecolucci nel 1630. Nello stesso anno le opere di Pietro Aretino, non religiose e quindi vietate, come i poemetti La Sirena, Marfisa e Angelica, vengono pubblicate sotto lo pseudonimo di Partenio Etiro. Le dediche di queste opere a esponenti molto importanti del patriziato veneziano, che le apprezzano, confermano la complicità di queste classi sociali negli strappi all’Indice. Ginammi stringe amicizia anche con Ludovico Zuccolo, studioso della natura del potere e della politica, con cui inizia una collaborazione e di cui pubblica gran parte degli scritti, tra cui Considerazioni politiche, e morali sopra cento oracoli d'illustri personaggi antichi nel 1621 e i Discorsi dell'honore, della riputazione, della gloria del buon concetto nel 1623. Le traduzioni, curate dallo stesso Ginammi, occupano un ruolo importante per il profitto dell’impresa: tra queste figurano quelle delle opere di Bartolomé de Las Casas, teologo che sostiene delle tesi molto popolari a Venezia contro lo sfruttamento spagnolo sull’America. Nel 1626 stampa la Istoria o Brevissima relatione della distruttione dell’Indie Occidentali, dedicandola ai due esponenti del patriziato Nicolò Barbarigo e Marco Trevisan, e nel 1644 la Conquista dell'Indie Occidentali. Si occupa anche della traduzione dei Saggi ovvero discorsi naturali, politici, morali del filosofo francese Michel de Montaigne, che stampa nel 1633.